# Francesco Cuccarese
Francesco Cuccarese (Tursi, 8 marzo 1930 – Roma, 11 marzo 2025) è stato un arcivescovo cattolico italiano.

## Biografia
Fu ordinato presbitero il 19 luglio 1953 dal vescovo Pasquale Quaremba.
La sua esperienza pastorale maturò nella diocesi natale di Anglona-Tursi, dapprima come parroco di Teana e San Giorgio Lucano, poi come vicario generale.
Nominato arcivescovo di Acerenza il 12 febbraio 1979, ricevette l'ordinazione episcopale nella cattedrale di Tursi il 1º aprile 1979 per imposizione delle mani del cardinale Sebastiano Baggio, prefetto della Congregazione per i vescovi, co-consacranti Dino Tommasini, vescovo di Assisi, e Vincenzo Franco, vescovo di Anglona-Tursi. Fece ingresso ad Acerenza il 7 aprile 1979.
Fu sempre attento al problema degli emigrati, che raggiunse personalmente in Europa e nelle Americhe.
Dopo il terremoto dell'Irpinia del 23 novembre 1980 che colpì gran parte del sud Italia, si impegnò attivamente a sollecitare la Caritas per interventi concreti. Fondò il "Villaggio Tabor", centro destinato ad accogliere iniziative a carattere interdiocesano.
Il 6 giugno 1987 fu nominato vescovo, con il titolo di arcivescovo ad personam, di Caserta. In questa circostanza donò al patrono di Acerenza, San Canio, una fibula in oro per il piviale recante il suo stemma episcopale con il motto: In veritate et charitate.
Il 21 aprile 1990 venne nominato arcivescovo metropolita di Pescara-Penne.
Il 4 novembre 2005 furono accolte le sue dimissioni per raggiunti limiti di età e diventò arcivescovo emerito di Pescara-Penne. Successivamente fu nominato canonico del capitolo della basilica di San Pietro in Vaticano.
Morì a Roma l'11 marzo 2025 all'età di 95 anni. In seguito ai funerali tenutisi il 15 marzo, venne tumulato nella cappella di famiglia nel cimitero di Tursi.

## Genealogia episcopale
La genealogia episcopale è:
- Cardinale Scipione Rebiba
- Cardinale Giulio Antonio Santori
- Cardinale Girolamo Bernerio, O.P.
- Arcivescovo Galeazzo Sanvitale
- Cardinale Ludovico Ludovisi
- Cardinale Luigi Caetani
- Cardinale Ulderico Carpegna
- Cardinale Paluzzo Paluzzi Altieri degli Albertoni
- Papa Benedetto XIII
- Papa Benedetto XIV
- Cardinale Enrico Enriquez
- Arcivescovo Manuel Quintano Bonifaz
- Cardinale Buenaventura Córdoba Espinosa de la Cerda
- Cardinale Giuseppe Maria Doria Pamphilj
- Papa Pio VIII
- Papa Pio IX
- Cardinale Alessandro Franchi
- Cardinale Giovanni Simeoni
- Cardinale Antonio Agliardi
- Cardinale Basilio Pompilj
- Cardinale Adeodato Piazza, O.C.D.
- Cardinale Sebastiano Baggio
- Arcivescovo Francesco Cuccarese

## Pubblicazioni
- Francesco Cuccarese, Il ritorno a Pietro, Pro Sanctitate, 1991.